# اخمدلار
اخمدلار (به لاتین: Akhmedlar) یک منطقهٔ مسکونی در جمهوری آذربایجان است که در شهرستان تووز واقع شده‌است.